# Марракеш — Сафи
Марракеш — Сафи (араб. مراكش آسفي‎, бербер. ⵎⵕⵕⴰⴽⵛ-ⴰⵙⴼⵉ / Meṛṛakec-Asfi) — область в Марокко. Площадь — 38 445 км². Численность населения — 4 520 569 чел. (перепись 2014 года), из которых 69 % проживает в городах. Административный центр — город Марракеш.

## География
Область находится в центральной части страны на побережье Атлантического океана. Граничит с областями Касабланка — Сеттат на севере, Бени-Меллаль — Хенифра на востоке, Драа — Тафилалет на юго-востоке и Сус — Масса на юге. Часть границы с областью Касабланка — Сеттат проходит по реке Умм-эр-Рбия.
На юге, по границе с областью Сус — Масса, проходят горы Высокий Атлас, где находится высочайшая гора страны Тубкаль и национальный парк Тубкаль. Крупнейшей рекой облсти является Тенсифт, протекающая с востока на запад и впадающая в Атлантический океан.

## История
Область Марракеш — Сафи была образована в ходе административной реформы в сентябре 2015 года, объединив в себе область Марракеш-Тенсифт-Эль-Хауз и провинции Сафи и Юсуфия области Дуккала-Абда. Своё название область получила по городам Марракеш и Сафи.
8 сентября 2023 года произошло землетрясение, унёсшее 820 жизней.

## Административное деление
- Префектура Марракеш
- Провинция Рехамна
- Провинция Сафи
- Провинция Шишава
- Провинция Эль-Келаа-де-Срагна
- Провинция Эль-Хауз
- Провинция Эс-Сувейра
- Провинция Юсуфия